# Décapeur thermique
 (mars 2021).
Si vous disposez d'ouvrages ou d'articles de référence ou si vous connaissez des sites web de qualité traitant du thème abordé ici, merci de compléter l'article en donnant les références utiles à sa vérifiabilité et en les liant à la section « Notes et références ».

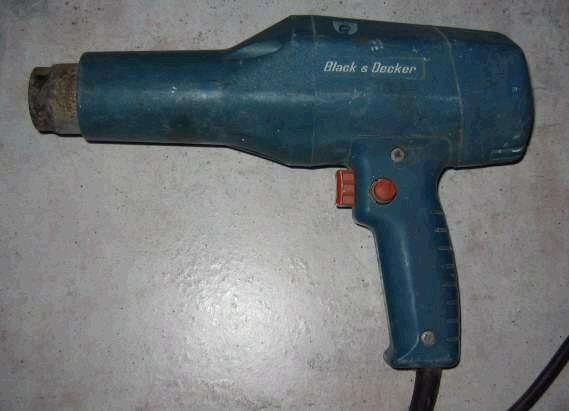
Décapeur thermique.

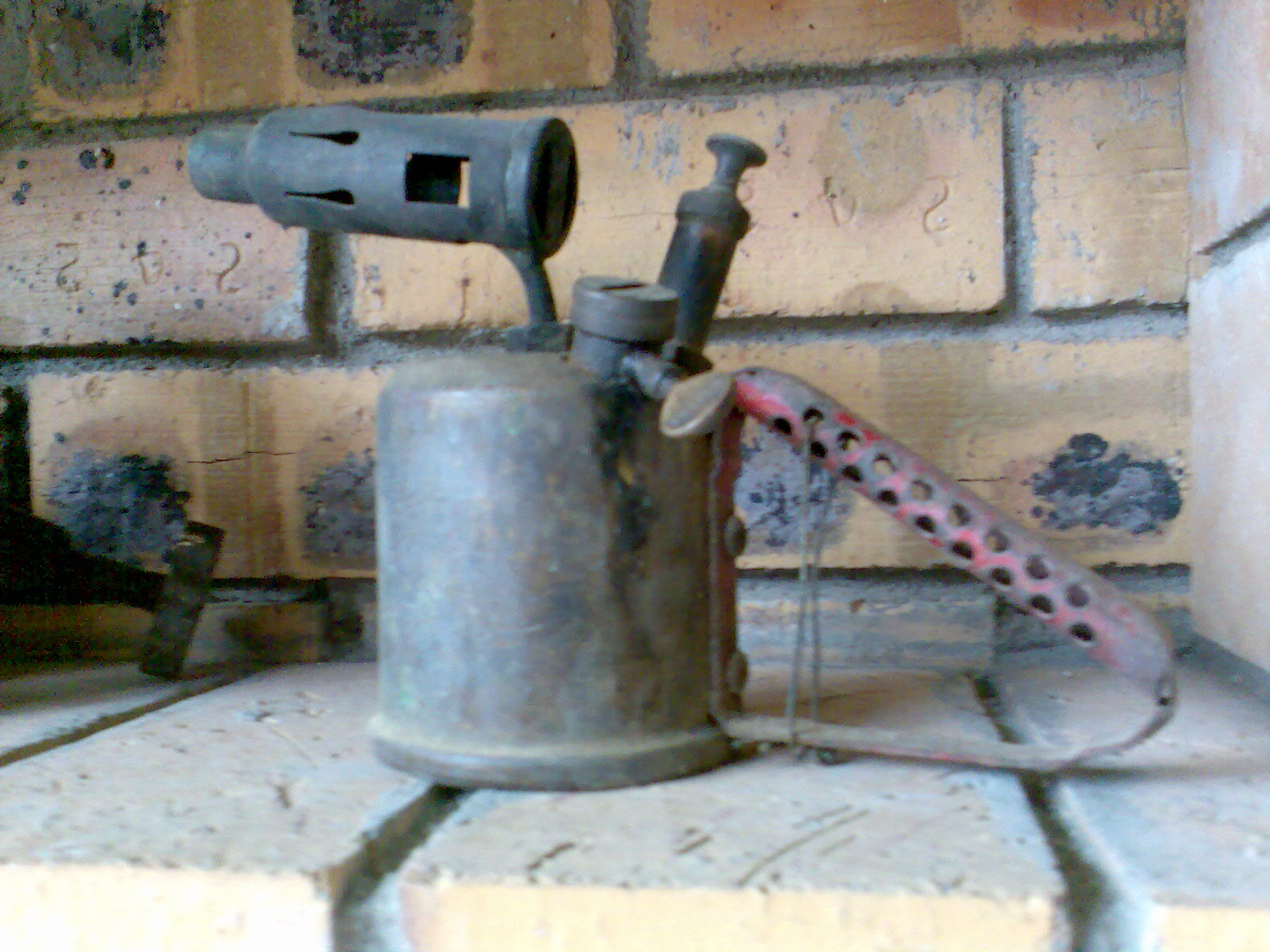
Un chalumeau, ancêtre du décapeur thermique.

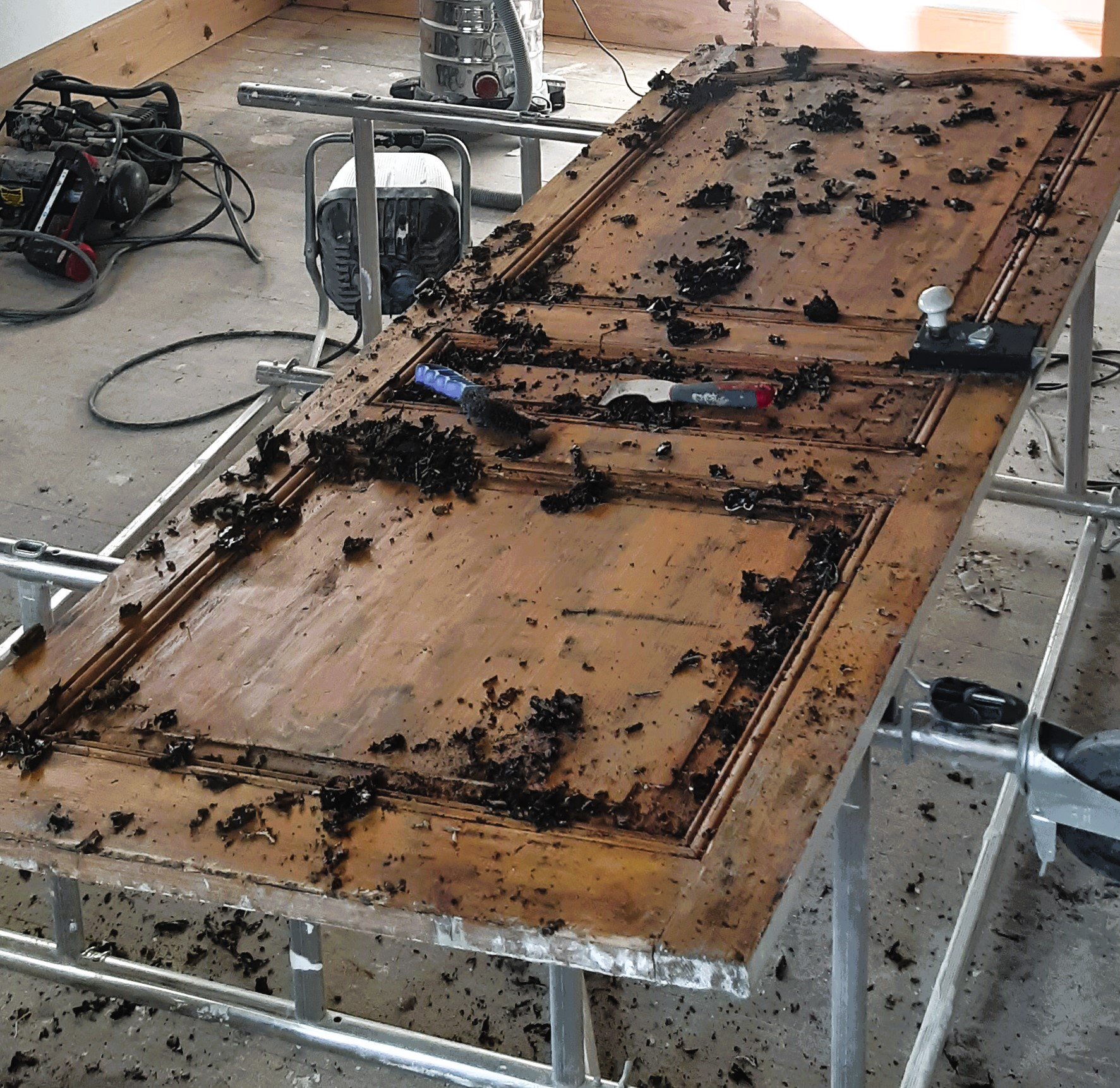
Décapage d'une porte en bois au moyen d'un décapeur thermique et d'une spatule pour les plats, et d'une brosse pour les moulures.

Un décapeur thermique, également appelé pistolet thermique ou pistolet à air chaud, est un outil projetant un flux d'air très chaud (jusqu'à environ 700 °C). Il est le plus souvent électrique mais peut parfois être à gaz.
Les peintres s'en servent pour mettre à nu les matériaux (comme le bois), pour décaper les vieilles peintures de leur support. Le décapeur s'utilise seul ou conjointement à une spatule pour éliminer au fur et à mesure les résidus fondus. Les matériaux ainsi décapés nécessitent toutefois un ponçage pour obtenir une surface suffisamment nette pour la nouvelle protection (peinture, vernis, lasure, etc.).
On l'utilise aussi pour l'accélération de processus chimiques de durcissement (séchage de peinture, etc.).
Les pistolets à air chaud sont également utilisés dans les laboratoires pour fournir une source de chaleur intense sans production de flamme nue, incompatible avec les solvants organiques inflammables. Ils sont aussi utilisés pour la rétractation des gaines thermorétractable ou la déformation de matériaux et de plastiques, ou encore pour la stérilisation à l’air chaud.